# Vùng hải ngoại
Vùng hải ngoại (tiếng Pháp: Région d'outre-mer) là một quyết định gần đây trao cho các tỉnh hải ngoại có quyền hạn tương đương như của các vùng ở Lãnh thổ chính quốc Pháp. Các vùng đã có những quyền hạn này kể từ năm 1982, khi chính sách phân cấp quản lý của Pháp quyết định họ được bầu ra Hội đồng Vùng cùng với các vùng khác. Chỉ đến khi có các thay đổi hiến pháp năm 2003 thì các khu vực này hiện nay mới được gọi là vùng hải ngoại, thực sự là từ ngữ mới của Hiến pháp không nhằm ưu tiên cho một trong hai tỉnh hải ngoại hoặc vùng hải ngoại, mặc dù vậy từ vùng hải ngoại hầu như không được sử dụng trên phương tiện truyền thông Pháp.
Các vùng hải ngoại:
- Guyane thuộc Pháp ở Nam Mỹ
- Guadeloupe ở Bắc Mỹ (Caribe)
- Martinique ở Bắc Mỹ (Caribe)
- Réunion ở châu Phi (Ấn Độ Dương)
- Mayotte tại châu Phi (Ấn Độ Dương)

Saint Pierre và Miquelon đã từng là một tỉnh hải ngoại, nhưng bị hạ cấp thành một cộng đồng hải ngoại vào năm 1985, trước khi thành lập vùng hải ngoại.